# 池田史嗣
池田 史嗣（いけだ ふみつぐ、1979年 - ）は、日本の映画プロデューサー。大阪府出身。松竹株式会社映像本部映像企画部映画企画室所属。

## 略歴
京都外国語大学卒業後、2002年松竹に入社。演劇部、映画宣伝部、経営企画部を経て、映画製作に携わる。主なプロデュース作は日本アカデミー賞最優秀賞他、多数の映画賞を受賞した『八日目の蝉』（2011年）、『舟を編む』（2013年）、『紙の月』（2014年）等。

## プロデュース作品
- 櫻の園（2008年）
- 武士の家計簿（2010年）
- 八日目の蝉（2011年）
- セカンドバージン（2011年）
- LOVE まさお君が行く!（2012年）
- 舟を編む（2013年）
- 人類資金（2013年）
- 武士の献立（2013年）
- 好きっていいなよ。（2014年）
- 紙の月 （2014年）[2]
- ソロモンの偽証 前篇：事件　後篇：裁判 （2015年）[3][4]
- の・ようなもの のようなもの（2016年）
- 残穢 -住んではいけない部屋-（2016年）
- 殿、利息でござる!（2016年）[5]
- 曇天に笑う（2018年）
- 人間失格 太宰治と3人の女たち（2019年）
- 決算! 忠臣蔵（2019年）
- グッドバイ〜嘘からはじまる人生喜劇〜（2020年）
- 騙し絵の牙（2021年）